# Generatormatrix
In der Kodierungstheorie ist eine Generatormatrix, auch Erzeugermatrix, eine matrixförmige Basis für einen linearen Code, der alle möglichen Codewörter erzeugt. Ist G eine Generatormatrix für einen linearen [n, k]-Code C dann ist jedes Codewort c von C von der Form
{\displaystyle c=wG}
für einen eindeutigen Zeilenvektor w mit k Einträgen. Mit anderen Worten: Die Abbildung {\displaystyle K^{1\times k}\rightarrow C,w\mapsto wG} ist eine Bijektion. Eine Generatormatrix für einen {\displaystyle [n,k]}-Code {\displaystyle C} hat das Format {\displaystyle k\times n}.  Dabei ist n die Länge der Codewörter und k die Anzahl der Informationsbits (die Dimension von C). Die Anzahl der redundanten Bits ist r = n - k.
Die systematische Form für eine Generatormatrix ist
{\displaystyle G={\begin{bmatrix}I_{k}|P\end{bmatrix}}}
wobei {\displaystyle I_{k}} eine k×k Einheitsmatrix und P von der Dimension k×r ist.
Eine Generatormatrix kann verwendet werden, um eine Kontrollmatrix für einen Code zu erzeugen (und umgekehrt).

## Äquivalente Codes
Codes C1 und C2 sind äquivalent (geschrieben C1 ~ C2), wenn der eine Code aus dem anderen durch die folgenden beiden Transformationen erzeugt werden kann
1. Komponenten vertauschen
2. Komponenten skalieren.

Äquivalente Codes besitzen den gleichen Hamming-Abstand.
Die Generatormatrizen von äquivalenten Codes kann man über die folgenden Transformationen erzeugen:
1. Zeilen vertauschen
2. Zeilen skalieren
3. Zeilen addieren
4. Spalten vertauschen
5. Spalten skalieren.